# 徳さんのお遍路さん 四国八十八カ所 心の旅
『徳さんのお遍路さん 四国八十八カ所 心の旅』（とくさんのおへんろさん しこくはちじゅうはっかしょ こころのたび）は、2012年10月7日から2014年3月30日まで放送されたBS-TBSの旅番組。

## 概要
フリーアナウンサーで俳人の徳光和夫がお遍路さんとして四国八十八カ所の旅に出る。札所のお寺や人々のふれあいなど、感動あふれる旅番組。「さぁ歩け 遍路は続く 何処までも。」
毎週札所1 - 2箇所を歩く様子を紹介。
2014年3月30日放送の第77回『最終回!德さんのお遍路集大成!そして結願へ』で放送終了。同日に特別番組として『徳さんのお遍路さん 最後の旅 高野山へ!ありがとう結願SP!!』が放送された。

## 出演者
お遍路さん
- 徳光和夫

ナレーション
- TARAKO

## 放送時間
- 日曜日 9:00 - 9:30（JST）

## スタッフ
- 題字：徳光和夫
- テーマ曲：タマル『どんどんどこまでも』『OHENRO-SAN』
- 構成：柴崎明久、橋本大介、渡辺桃子
- 撮影：勝見浩幸、坂本務、大森高広、後藤田正明、内田直登
- 撮影助手：野保達也、足立哲也、泉雄太、松井繁樹、上田貴史、黒川博文、岡田知大、阿部光博、森田和博
- 音声：中井厚志
- 車両：横井正博、伊藤則男
- スチール：上田純、野田達也、下平知子
- 協力：ソニーミュージックアーティスツ、四国八十八ヶ所霊場会　ほか
- 遍路先達・情報監修：米谷文夫（順特任大先達）、木下浩良（高野山大学図書館）
- キャラクターデザイン：丹地陽子
- CG：PDトウキョウ、WILD GOOSE
- 編集：飯田直美、倉澤巌、野上直人
- EED：早坂裕、吉岡茂樹、斎田秀幸、室谷光則、西村隆介、鈴木勝己、鶴岡臣博、菊池正晴
- 選曲効果：牛腸正二郎
- MA：清水伸行、山下諒、松元祐二、園田智明、吉沼秀夫
- 技術協力：オムニバス・ジャパン、AVC
- 企画：福岡秀広、田代冬彦、貴島誠一郎
- AD：犬飼湧太、佐藤楓、大野裕紀子
- ディレクター：郷原宏久、藤井明菜、片山亮、小野鉄博
- 演出：井上大輔、尾賀達朗
- プロデューサー：正木敦、浅野容子
- 制作プロデューサー：大川修司
- 制作：TBSビジョン、BS-TBS